# Facchinis Steinbrech
Facchinis Steinbrech (Saxifraga facchinii) ist eine Pflanzenart aus der Gattung Steinbrech (Saxifraga) in der Familie der Steinbrechgewächse (Saxifragaceae). Die Art ist benannt zu Ehren eines italienischen Arztes und Botanikers, Francesco Facchini (1788–1852), der auch eine Flora von Südtirol verfasst hat.

## Beschreibung

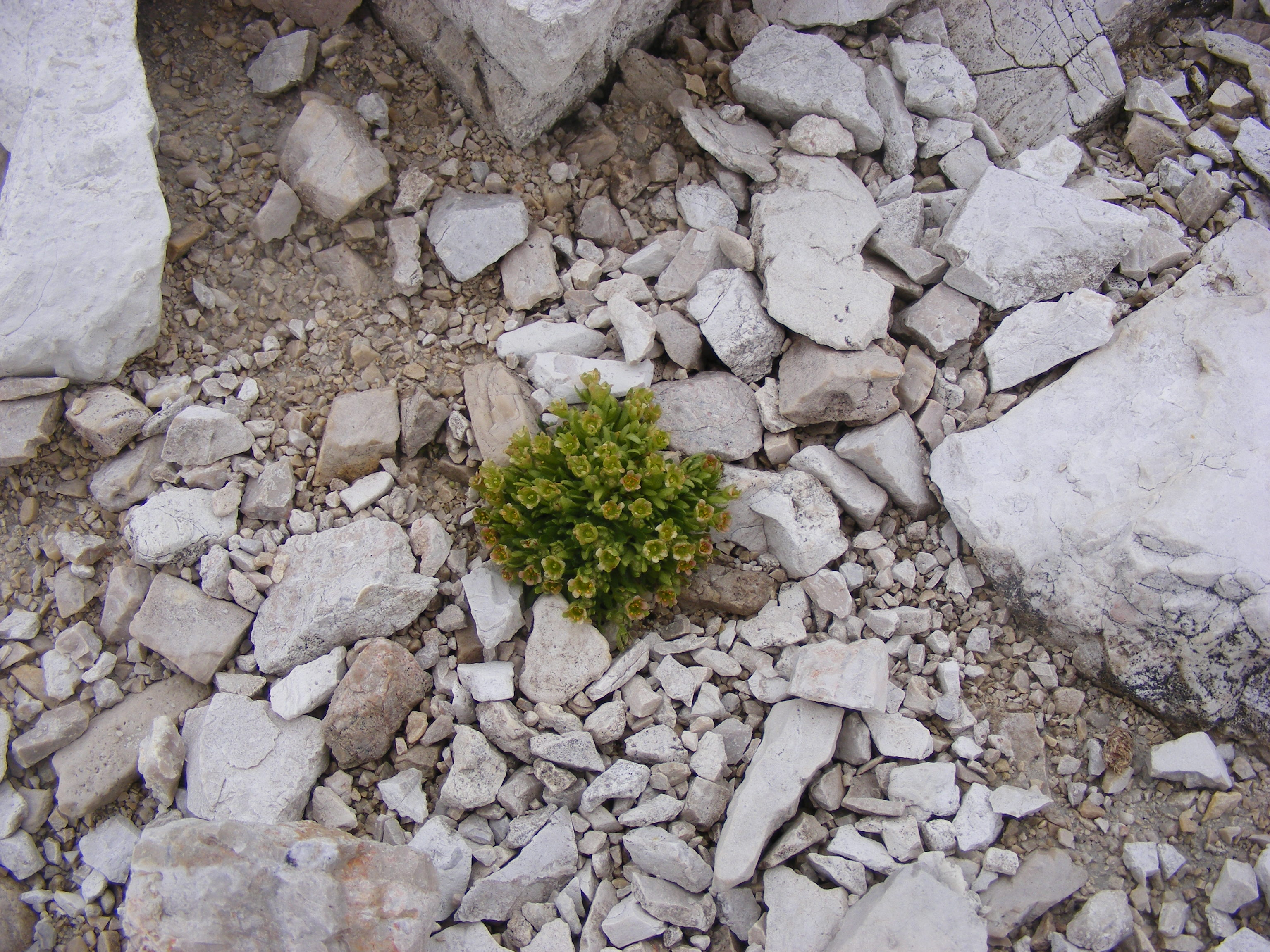
Facchinis Steinbrech im Habitat

### Vegetative Merkmale
Facchinis Steinbrech ist eine ausdauernde Pflanze, die Wuchshöhen bis 5 Zentimeter erreicht. Sie wächst in kleinen Rasen oder flachen Polstern und bildet nichtblühende Rosetten aus. Die Blätter sind bis 7 bis 10 Millimeter lang und 2 bis 2 Millimeter breit, lineal-lanzettlich und abgerundet. Sowohl Fläche als auch der Rand sind drüsenhaarig. Es gibt auch Exemplare, deren Blätter vorn dreispaltig sind. Sie werden als Saxifraga facchinii var. leyboldii Engl. & Irmsch. bezeichnet. Abgestorbene Blätter verwittern vorn silbergrau. Der Stängel ist kurz, drüsig, überragt die Rosetten kaum und trägt 1 bis 4 Blüten. 

### Generative Merkmale
Die Blütenstiele sind etwas so lang wie die Blüten oder etwas länger. Die Kelchblätter sind eiförmig, 1,5 Millimeter lang und stumpf. Die Kronblätter sind blassgelb oder hell- bis dunkel-purpurn gefärbt, verkehrt-eiförmig bis keilig und vorne gestutzt oder leicht ausgerandet. Sie sind 1,5 bis 2 Millimeter lang und nur geringfügig länger als die drüsig behaarten Kelchblätter. Die Staubblätter sind kürzer als die Kelchzipfel. Der Fruchtknoten ist unterständig und verkehrt eiförmig. Blütezeit ist von Juli bis August.

## Vorkommen
Facchinis Steinbrech kommt in den zentralen und westlichen Dolomiten lediglich in der Marmolata-, Pala- und Sellagruppe sowie im Westen der Ampezzaner Dolomiten vor. Er gilt als typischer Vertreter der Nunataks, der während der letzten Kaltzeit in den eisfrei gebliebenen Hochlagen der Dolomiten sein Refugium fand. Facchinis Steinbrech wächst alpin in Felsspalten und auf feuchtem Steinschutt auf Kalk in Höhenlagen von 2000 bis 3360 Meter.  Die Höhe von 3350 bis 3360 Meter erreicht er am Gipfel der Marmolata. Die Art ist nicht häufig.

## Taxonomie und Systematik
Facchinis Steinbrech wurde von Wilhelm Daniel Joseph Koch 1842 in Flora , vol. 25, S. 624 erstbeschrieben. Ein Synonym ist Saxifraga muscoides var. facchinii (W.D.J.Koch) Engl.
Die Varietät Saxifraga facchinii var. leyboldii Engl. & Irmsch. hat zum Teil dreispaltige Blätter, deren Seitenlappen zwei- bis viermal kürzer und zwei- bis dreimal schmaler sind als der Mittellappen. Sie kommt am Schlern vor zwischen 2300 und 2600 Metern Meereshöhe.